# Язловський Борис Олексійович
Бори́с Олексійович Язло́вський (1 серпня 1894, Київ — 26 грудня 1937, Київ) — український правник, професор.
Після закінчення у 1918 юридичного факультету Київського університету став професорським стипендіатом на цьому ж факультеті. У 1920—1921 Язловський викладав у Київському археологічному інституті, а з 1921 — викладач, згодом професор промислового права Київського інституту народного господарства.
Працював з лютого 1921 у Комісії для виучування звичаєвого права України ВУАН. Досліджував звичаї в галузі сімейного права, правові відносини між членами селянського двору, застосування трудового принципу в звичаєвому праві. Від жовтня 1927 — також секретар новоутвореної Комісії для виучування радянського права ВУАН, член секції земельного права. В 1921—1929 — секретар Правничого товариства при ВУАН. У 1930—1934 — науковий співробітник НДІ шкіряної промисловості й (за сумісництвом) професор трудового права Київського інституту текстильної промисловості. Останні роки життя працював юрисконсультом у Держплані УСРР та деяких інших установах.
У 1923, 1930 та 1934 Язловського заарештовували за підозрами в участі у контрреволюційній організації та шпигунстві, але щоразу звільняли у зв'язку з відсутністю доказів. 1937 Язловського було знову заарештовано і страчено у позасудовому порядку. Реабілітований.
Основні праці: «Сьогочасне родинне звичаєве право с. Павлівки на Полтавщині», «Функції завдатку по Цивільному кодексу» (обидві — 1925), «Репрезентивна метода та студії над звичаєвим правом» (1928).